# 대니얼 김
대니얼 킴(1973년 6월 5일 ~ )은 메이저 리그 프런트 출신 KBS N 스포츠 야구 해설 위원/방송인이다.
1985년 가족과 함께 미국으로 이민을 갔으며, 1998년 뉴욕 메츠(마케팅부서) 프런트 정식 직원으로 입사하였다. 이는 대한민국 국적으로 메이저리그 프런트 정식 직원으로 입사한 첫 사례이다. 현재는 kbsn에서 야구중계및 개인 유튜브채널 활동을 한다.

## 경력
- KBS N 스포츠 프로야구 해설위원, 아이 러브 베이스볼, 합의판정패널, 웰뱅톱랭킹 진행
- JTBC 2017 WBC 해설위원
- KBS 한눈에 스포츠 "한차에 인터뷰" MC
- MBC MLB 핫토크 고정 출연
- MBC MLB 다이어리 고정 출연
- KBS 스포츠대백과 고정 출연
- MBN 스포츠 야 고정 출연
- SPO TV 메이저리그 해설위원
- 뉴욕 메츠 프런트
- 클리블랜드 인디언스 스카우트